# Campeonato Sudamericano de Hockey sobre césped masculino de 2003
El Campeonato Sudamericano de Hockey sobre césped masculino de 2003 se llevó a cabo del 1 al 17 de agosto de 2003 en Santiago, Chile. Se disputó un formato todos contra todos, donde Argentina y Chile clasificaron a los Juegos Panamericanos 2003
en calidad de campeón y subcampeón respectivamente.

## Equipos participantes
- Argentina
- Brasil
- Chile
- Paraguay
- Perú
- Uruguay

## Grupo único
– Clasificados a los Juegos Panamericanos 2003.
| Equipo    | Pts | PJ | V | E | D | GF | GC | DIF |
| --------- | --- | -- | - | - | - | -- | -- | --- |
| Argentina | 15  | 5  | 5 | 0 | 0 | 71 | 4  | +67 |
| Chile     | 12  | 5  | 4 | 0 | 1 | 62 | 3  | +59 |
| Perú      | 7   | 5  | 2 | 1 | 2 | 11 | 28 | -17 |
| Uruguay   | 7   | 4  | 2 | 1 | 1 | 8  | 26 | -18 |
| Brasil    | 3   | 5  | 1 | 0 | 4 | 7  | 41 | -34 |
| Paraguay  | 0   | 5  | 0 | 0 | 5 | 3  | 60 | -57 |

### Resultados
| 16 de marzo de 2003 08:00 |     |          |  |  |
| Uruguay                   | 2–0 | Paraguay |  |  |

| 16 de marzo de 2003 10:00 |      |        |  |  |
| Argentina                 | 17–1 | Brasil |  |  |

| 16 de marzo de 2003 12:00 |      |      |  |  |
| Chile                     | 12–0 | Perú |  |  |

| 17 de marzo de 2003 10:00 |      |      |  |  |
| Argentina                 | 13–0 | Perú |  |  |

| 17 de marzo de 2003 12:00 |     |         |  |  |
| Brasil                    | 2–3 | Uruguay |  |  |

| 18 de marzo de 2003 17:00 |      |       |  |  |
| Paraguay                  | 0–21 | Chile |  |  |

| 19 de marzo de 2003 08:00 |     |        |  |  |
| Perú                      | 1–0 | Brasil |  |  |

| 19 de marzo de 2003 12:00 |      |           |  |  |
| Uruguay                   | 1–13 | Argentina |  |  |

| 20 de marzo de 2003 10:00 |     |         |  |  |
| Chile                     | 9–0 | Uruguay |  |  |

| 20 de marzo de 2003 12:00 |     |        |  |  |
| Paraguay                  | 2–4 | Brasil |  |  |

| 21 de marzo de 2003 17:00 |      |          |  |  |
| Argentina                 | 25–0 | Paraguay |  |  |

| 22 de marzo de 2003 10:00 |     |      |  |  |
| Uruguay                   | 2–2 | Perú |  |  |

| 22 de marzo de 2003 17:00 |      |       |  |  |
| Brasil                    | 0–18 | Chile |  |  |

| 23 de marzo de 2003 08:00 |     |      |  |  |
| Paraguay                  | 1–8 | Perú |  |  |

| 23 de marzo de 2003 17:00 |     |           |  |  |
| Chile                     | 2–3 | Argentina |  |  |

| Campeón del Campeonato Suramericano 2003 |
| ---------------------------------------- |
| Argentina Primer Título                  |

## Clasificación general
| Pos | Equipo    |
| --- | --------- |
| 1   | Argentina |
| 2   | Chile     |
| 3   | Perú      |
| 4   | Uruguay   |
| 5   | Brasil    |
| 6   | Paraguay  |

## Clasificados a losJuegos Panamericanos 2003
| Bandera de Argentina | Bandera de Chile |
| Argentina            | Chile            |
| -------------------- | ---------------- |